# Jempy Drucker
Jean-Pierre "Jempy" Drucker (Sandweiler, 3 september 1986) is een Luxemburgs voormalig wielrenner en voormalig veldrijder.
Zijn vader, Jempy Drucker sr., was ook wielrenner. Hij won in 1991 en 1992 het Luxemburgs kampioenschap veldrijden. Zelf begon hij ook als veldrijder. In de jeugdcategorieën won hij zes keer de nationale titel: 2001 en 2002 (nieuwelingen), 2003 en 2004 (junioren), 2005, 2006 en 2007 (Beloften). In de elite categorie werd hij viermaal Luxemburgs kampioen: 2006, 2008, 2010 en 2011. Na afloop van het veldritseizoen 2010-2011 stopte Drucker met veldrijden en concentreerde hij zich volledig op het wegwielrennen. Hiervoor maakte hij de overstap van het Luxemburgse Continental Team Differdange naar het Belgische Accent.Jobs-Wanty, een Professioneel Continentaal Team.
Drucker reed tussen 2011 en 2014 voor Accent.Jobs-Wanty. In deze periode behaalde hij verschillende ereplaatsen. Vooral in het voorjaar van 2014 maakte Drucker indruk. Hij werd zesde in de Omloop het Nieuwsblad, vierde in Dwars door Vlaanderen en 20ste in Parijs-Roubaix. In het najaar werd hij ook nog zesde in Parijs-Tours. Al deze resultaten leverde hem een transfer naar BMC Racing Team op.

## Palmares

### Veldrijden
| Seizoen   | Wereldbeker | Superprestige | Trofee   | WK       | EK       | NK       | Overige                   | Totaal aantal zeges |
| Junioren  | Junioren    | Junioren      | Junioren | Junioren | Junioren | Junioren | Junioren                  | Junioren            |
| --------- | ----------- | ------------- | -------- | -------- | -------- | -------- | ------------------------- | ------------------- |
| 2002-2003 |             |               |          | 47e      | NVT      | Goud     | Muhlenbach                | 2                   |
| 2003-2004 |             |               |          | 11e      | 6e       | Goud     | Sankt-Wendel, Hamme-Zogge | 3                   |
| Totaal    | 0           | 0             | 0        | 0        | 0        | 2        | 0                         | 2                   |
| Beloften  |             |               |          |          |          |          |                           |                     |
| 2004-2005 |             |               |          | 12e      | 13e      | Goud     |                           | 1                   |
| 2005-2006 |             |               |          | 8e       | 42e      | Goud     |                           | 1                   |
| 2006-2007 |             |               |          | 21e      | 6e       | Goud     |                           | 1                   |
| 2007-2008 |             | Hoogstraten   |          | 12e      | 7e       | Goud     |                           | 2                   |
| Totaal    | 0           | 1             | 0        | 0        | 0        | 4        | 0                         | 5                   |
| Elite     |             |               |          |          |          |          |                           |                     |
| 2005-2006 |             |               |          | NVT      | NVT      | Goud     |                           | 1                   |
| 2006-2007 |             |               |          | NVT      | NVT      | Brons    | Muhlenbach                | 1                   |
| 2007-2008 |             |               |          | NVT      | NVT      | Goud     | Leudelange                | 2                   |
| 2008-2009 |             |               |          | DNS      | NVT      | DNS      |                           | 0                   |
| 2009-2010 |             |               |          | 28e      | NVT      | Goud     |                           | 1                   |
| 2010-2011 |             |               |          | DNS      | NVT      | Goud     |                           | 1                   |
| Totaal    | 0           | 0             | 0        | 0        | 0        | 4        | 2                         | 6                   |

### Wegwielrennen

#### Overwinningen
2010 - 1 zege
Proloog Flèche du Sud
2015 - 2 zeges
RideLondon Classic
1e etappe Ronde van Spanje (TTT)
2016 - 3 zeges
1e etappe Tirreno-Adriatico (TTT)
Proloog Ronde van Luxemburg
16e etappe Ronde van Spanje
2017 - 4 zeges
1e etappe Tirreno-Adriatico (TTT)
1e etappe Ronde van Luxemburg
 Luxemburgs kampioen tijdrijden, Elite
4e etappe Ronde van Wallonië

#### Resultaten in voornaamste wedstrijden
| Jaar | Ronde van Italië | Ronde van Frankrijk | Ronde van Spanje |
| ---- | ---------------- | ------------------- | ---------------- |
| 2008 |                  |                     |                  |
| 2009 |                  |                     |                  |
| 2010 |                  |                     |                  |
| 2011 |                  |                     |                  |
| 2012 |                  |                     |                  |
| 2013 |                  |                     |                  |
| 2014 |                  |                     |                  |
| 2015 |                  |                     | 118e             |
| 2016 |                  |                     | 142e (1)         |
| 2017 |                  |                     |                  |
| 2018 | 118e             |                     |                  |
| 2019 |                  |                     | opgave           |
| 2020 |                  |                     |                  |
| 2021 |                  |                     |                  |

| Jaar | Milaan-San Remo | Gent-Wevelgem | Ronde van Vlaanderen | Parijs-Roubaix | Luik-Bast.‑Luik | Ronde van Lombardije | Omloop Het Nieuwsblad | E3 Harelbeke |  | WK op de weg |  | Wereldranglijsten     |
| ---- | --------------- | ------------- | -------------------- | -------------- | --------------- | -------------------- | --------------------- | ------------ |  | ------------ |  | --------------------- |
| 2008 |                 |               |                      |                |                 |                      |                       |              |  | opgave       |  |                       |
| 2009 |                 |               |                      |                |                 |                      |                       |              |  | opgave       |  |                       |
| 2010 |                 |               |                      |                |                 |                      |                       |              |  |              |  |                       |
| 2011 |                 | opgave        | 102e                 |                |                 |                      |                       |              |  | opgave       |  |                       |
| 2012 |                 |               |                      |                |                 |                      |                       |              |  | 62e          |  |                       |
| 2013 |                 | opgave        | opgave               |                | opgave          |                      | 13e                   | opgave       |  |              |  |                       |
| 2014 |                 | 27e           | opgave               | 20e            |                 |                      | 6e                    | 28e          |  |              |  |                       |
| 2015 |                 | 16e           | 28e                  | 73e            |                 |                      | 49e                   | 32e          |  | opgave       |  |                       |
| 2016 | 140e            | opgave        | 19e                  | 69e            |                 |                      | opgave                | 9e           |  | opgave       |  | 113e (UWT)            |
| 2017 |                 |               | 99e                  | 74e            |                 |                      | 34e                   | 47e          |  | 132e         |  | 96e (UWT)             |
| 2018 | 56e             | 139e          | 31e                  | 23e            |                 |                      | 30e                   | 20e          |  | opgave       |  | 126e (UWT) 488e (UWR) |
| 2019 | 30e             |               |                      |                |                 |                      | 6e                    | 78e          |  |              |  |                       |
| 2020 |                 | 15e           | 37e                  |                |                 | opgave               | 12e                   |              |  |              |  |                       |
| 2021 |                 | 87e           | opgave               | 43e            |                 |                      | 82e                   | opgave       |  |              |  |                       |

## Ploegen
- 2004 –  Fidea Cycling Team (vanaf 19 oktober)
- 2005 –  Fidea Cycling Team
- 2006 –  Fidea Cycling Team
- 2007 –  Fidea Cycling Team
- 2008 –  Fidea Cycling Team
- 2009 –  Continental Team Differdange
- 2010 –  Continental Team Differdange
- 2011 –  Veranda's Willems-Accent
- 2012 –  Accent.Jobs-Willems Veranda's
- 2013 –  Accent.Jobs-Wanty
- 2014 –  Wanty-Groupe Gobert
- 2015 –  BMC Racing Team
- 2016 –  BMC Racing Team
- 2017 –  BMC Racing Team
- 2018 –  BMC Racing Team
- 2019 –  BORA-hansgrohe
- 2020 –  BORA-hansgrohe
- 2021 –  Cofidis

Drucker · Jacobs · T.Pauwels · K.Pauwels · Raeymakers · Van Santvliet · Vervecken · B.Wellens · G.Wellens
Drucker · Jacobs · K.Pauwels · Štybar · Van Santvliet · Verschueren · Verstraeten · Vervecken · B.Wellens · G.Wellens
Dlask · Drucker · Jacobs · K.Pauwels · Štybar · Van Santvliet · Vantornout · Verschueren · Verstraeten · Vervecken · B.Wellens · G.Wellens
Baestaens · Bertholet · Dlask · Drucker · Meeusen · K.Pauwels · Štybar · Van Santvliet · Vantornout · Vervecken · B.Wellens · G.Wellens
Baestaens · Bertholet · Dlask · Drucker · Gavenda · Meeusen · K.Pauwels · Štybar · Vantornout · Vervecken · B.Wellens
Caethoven · D.Cappelle · De Vocht · De Wilde · Degand · Drucker · Goris · Habeaux · Kemp · Scheirlinckx · Schmitz · Van den Houte · van Dijk · Van Goolen · van Groen · Van Melsen · Vanlandschoot · Venter · Verbist · Vernaeckt · Hollander (stagiair) · Van Den Noortgate (stagiair)
Caethoven · A. Cappelle · Tsjoezjda · De Vocht · De Wilde · Degand · Drucker · Gilbert · Goris · Habeaux · Hoste · Ista · Scheirlinckx · Van Dijk · Van Goolen · Van Groen · Van Melsen · Vanlandschoot · Verbist · De Troyer (stagiair) · Stevens (stagiair) · Verraes (stagiair)
Caethoven · A.Cappelle · Commeyne · Degand · De Troyer · Drucker · Gilbert · Habeaux · Jans · Napolitano · Routley · Scheirlinckx · van Dijk · Van Goolen · Van Melsen · Vanlandschoot · Verraes · Vogondy · Nardelli (stagiair) · Seynaeve (stagiair)
Backaert · Baugnies · De Greef · De Troyer · De Vreese · Degand · Drucker · Ghyselinck · Gilbert · Habeaux · Jans · M. Kreder · W. Kreder · Leukemans · Minnaard · Napolitano · Robert · Seeldraeyers · Selvaggi · Sijmens · Van Melsen · Vanlandschoot · Veuchelen · Maes (stagiair) · Seynaeve (stagiair)
Atapuma · Bookwalter · Burghardt · Caruso · De Marchi · Dennis · Dillier · Drucker · Evans · Flakemore · Gilbert · Hermans · Küng · Lodewyck · Moinard · Oss · Phinney · Quinziato · Rosskopf · Sánchez · Schär · Senni · Stetina · Teuns · Van Avermaet · Van Garderen · Velits · Vliegen · Wyss · Zabel · Bohli (stagiair) · Frankiny (stagiair) · Gerts (stagiair)
Atapuma · Bohli · Bookwalter · Burghardt · Caruso · De Marchi · Dennis · Dillier · Drucker · Gerts · Gilbert · Hermans · Küng · Moinard · Oss · Phinney · Porte · Quinziato · Rosskopf · Sánchez · Schär · Senni · Teuns · Van Avermaet  · Van Garderen · Velits · Vliegen · Wyss · Zabel · Eisenhart (stagiair) · Lienhard (stagiair)
Bohli · Bookwalter · Caruso · De Marchi · Dennis · Dillier · Drucker · Elmiger · Frankiny · Gerts · Hermans · Küng · Moinard · Oss · Porte · Quinziato · Roche · Rosskopf · Sánchez · Schär · Scotson · Senni · Teuns · Van Avermaet  · van Garderen · Van Hooydonck · Ventoso · Vliegen · Wyss · Müller (stagiair) · Welten (stagiair)
Bettiol · Bevin · Bohli · Bookwalter · Caruso · De Marchi · Dennis   · Drucker · Frankiny · Gerrans · Küng · Porte · Roche · Roelandts · Rosskopf · Schär · Scotson · Teuns · Van Avermaet  · van Garderen · Van Hooydonck · Ventoso · Vliegen · Wyss
Ackermann · Baška · Benedetti · Bennett · Bodnar · Buchmann · Burghardt · Drucker · Formolo · Gatto · Großschartner · Kennaugh · König · Konrad · Majka · McCarthy · Mühlberger · Oss · Pfingsten · Poljański · Pöstlberger · J. Sagan · P. Sagan · Schachmann · Schillinger · Schwarzmann · Selig
Ackermann · Baška · Benedetti · Bodnar · Buchmann · Burghardt · Drucker · Fabbro · Gamper · Gatto · Großschartner · Kämna · Konrad · Laas · Majka · McCarthy · Mühlberger · Oss · Poljański · Pöstlberger · J. Sagan · P. Sagan · Schachmann · Schelling · Schillinger · Schwarzmann · Selig
Allegaert · Barceló · Berhane · Bohli · Carvalho · Champion · Consonni · Drucker · Edet · Fernández · Finé · Geschke · Haas · Jesús Herrada · José Herrada · Lafay · Laporte · Martin · Morin · Perez · Périchon · Rochas · Sabatini · Sajnok · Vanbilsen · A. Viviani · E. Viviani · Wallays · Toumire (stagiair) · Zingle (stagiair) · Lebreton (stagiair)